# Fernando Fernández Tapias
Fernando Fernández Tapias (Vigo, 24 de novembre de 1938 - Madrid, 25 d'octubre de 2023) va ser un empresari i navilier espanyol.

## Biografia
Va ser el setè dels dotze fills del matrimoni de Juan Manuel Fernández Román (1893-1970) i Alma Carolina Tàpies Molins (1906-1993). A causa de la seva falta d'atenció en els estudis, el seu pare va decidir que treballés a la llotja del port de Vigo. Posteriorment, va fer un curs de gestió i la diplomatura en l'Institut Internacional d'empreses de la Universitat de Deusto. Als 25 anys, va contreure matrimoni amb Victoria Riva de Luna (Chiqui), amb la qual va tenir quatre fills. Les bones relacions amb el seu sogre, propietari de la naviliera Suardíaz, li van servir com a llançament professional.
Es va casar posteriorment amb Juana García-Courel Mendoza amb la qual va tenir 2 fills.
El 2002 es va casar en terceres núpcies amb Nuria González Sánchez, trenta anys menor que ell, filla d'una exdiputada del Partit Popular, amb la qual va tenir dos fills més.
Els seus darrers anys de vida es va moure entre Vigo (la seva ciutat natal), Madrid (per ocupar-se de la presidència de la Cambra de comerç) i Marbella, lloc on estiuejava.
L'any 2010 va patir la desaparició del seu fill Bosco José, mentre practicava submarinisme, el qual va ser trobat mort a Lanzarote per dos bussos l'any 2012. Va col·laborar amb Mensajeros de la Paz, l'ONG catòlica de l'influent sacerdot Ángel García, conegut com El Padre Ángel.

## Activitat empresarial
Va ser fundador de les empreses navals Amura S.A. i Roda S.A.; a més, també va ser propietari de Fernández-Tapias S.A. (naval, 1991), Conservas Peña S.A. i Conservas Portonovo S.A. (dedicades al congelat i enllaunat de mariscs i peixos), la secció marítima de Bureau Veritas SAF (dedicada al control de qualitat) i Viajes Sandra’s S.A., vicepresident primer del Reial Madrid Club de Futbol durant les presidències de Florentino Pérez i també conseller d'Unión Fenosa, Viajes Marsans i Construcciones OHL.
De 1985 a 2002 va ser president de la Confederació Empresarial de Madrid-CEOE i el 2004 va vendre la seva flota de bucs petroliers a Teekay, de la qual va exercir com a filial a Espanya i Llatinoamèrica. A més, el seu navilier, també va posseir un 20,5% de les drassanes Navigasa.

## Reconeixements
El 1994 va rebre el Premi a l'Empresari de l'Any, atorgat per la Cambra Oficial de Comerç i Indústria de Madrid.